# Камаронес (Аргентина)
Камаронес (исп. Camarones) — посёлок в департаменте Флорентино-Амегино провинции Чубут (Аргентина), административный центр департамента.

## История
В XVI веке в этих местах высадилась испанская экспедиция под руководством Симона ди Алказабы, чтобы основать губернаторство Новый Леон. Хоть их попытка и закончилась неудачей, этот факт даёт право жителям Камаронеса претендовать на то, что их населённый пункт является старейшим в провинции Чубут.
С конца XIX века местная бухта использовалась для погрузки и выгрузки товаров, и в 1900 году был официально основан населённый пункт. В 1901 году сюда был проведён телеграф, в 1904 году открыт полицейский участок, а в 1905 году появились суд и школа.